# Neo Yokio
Neo Yokio è una serie televisiva animata nipponica-statunitense, creata da Ezra Koenig nel 2017 per Netflix. Creata e sceneggiata dal frontman della rock band americana Vampire Weekend, la serie è prodotta dagli studi giapponesi Production I.G e Studio Deen. Finora è stata pubblicata un'unica stagione composta da soli sei episodi, il 22 settembre 2017. Il 7 dicembre 2018 è stato pubblicato su Netflix anche uno speciale natalizio chiamato Neo Yokio: Pink Christmas.

## Trama
La serie è ambientata a Neo Yokio, una versione cronologicamente alternativa di New York. Neo Yokio è la città più grande del mondo e negli anni ha guadagnato un posto nell'alta società. Il protagonista è Kaz Kaan, uno scapolo appartenente ad una classe sociale composta dai maghi che nel XIX secolo salvarono il mondo dai demoni, nota come Magistocrazia, e il mecha maggiordomo Charles, il quale cerca sempre di equilibrare bene la sua vita dissoluta e decadente. Di professione, Kaz è appunto un esorcizzatore, quindi lotta contro i demoni sopravvissuti di Neo Yokio, invidiosi dello stile di vita delle persone della lussuosa città.

## Episodi
| Stagione       | Episodi  | Pubblicazione USA | Pubblicazione Italia |
| -------------- | -------- | ----------------- | -------------------- |
| Prima stagione | 6        | 2017              | 2017                 |
| Speciale       | Speciale | 2018              | 2018                 |

## Personaggi
- Kaz Kaan è il protagonista della serie. È un ragazzo educato, elegante e solitamente anche molto franco e non esita mai a dire qualcosa che potrebbe ferire i sentimenti di un'altra persona. Tuttavia, è spesso consapevole delle sue azioni e rimane piuttosto riservato quando intorno a lui ci sono persone che rispetta. È sempre molto attento alla sua posizione sociale e spesso si lamenta o cerca di evitare delle persone che potrebbero rovinarlo socialmente. È particolarmente attento al mondo della moda.
- Charles è il maggiordomo di Kaz, nonché un grande mecha vestito da umano, con occhi verdi e un quadrato rosso sulla fronte.

## Produzione
Neo Yokio è stato originariamente annunciato, inizialmente senza titolo, durante il panel di Production I.G. dell'Anime Expo del 2015. Originariamente, la serie doveva essere trasmessa nel blocco Animation Domination High-Def di Fox, ma nei mesi successivi non sono stati resi noti ulteriori dettagli sulle serie e nel 2016 sono cessate le attività di Animation Domination High-Def. Il 7 settembre 2017, Netflix ha annunciato di aver acquisito l'inedita serie Neo Yokio e di averla etichettata come un originale Netflix. La prima stagione della serie è stata trasmessa in streaming il 22 settembre 2017.

## Distribuzione

### Doppiaggio
| Personaggio        | Doppiatore originale | Doppiatore italiano |
| ------------------ | -------------------- | ------------------- |
| Kaz Kaan           | Jaden Smith          | Manuel Meli         |
| Charles            | Jude Law             | Daniele Raffaeli    |
| Helena St. Tessero | Tavi Gevinson        | Chiara Oliviero     |
| Zia Agatha         | Susan Sarandon       | Emanuela Baroni     |
| Lexy               | The Kid Mero         | Davide Capone       |
| Gottlieb           | Desus Nice           | Gianluca Crisafi    |
| Arcangelo Corelli  | Jason Schwartzman    | Davide Albano       |